# Юстинський район
Юстинський район (рос. Юстинский район) — адміністративна одиниця Республіки Калмикія Російської Федерації.
Адміністративний центр — селище Цаган Аман.

## Адміністративний поділ
До складу району входять 7 сільських поселень:
1. Барунське сільське поселення — центр селище Барун. Об'єднує селища Барун і Первомайський.
2. Бергинське сільське поселення — центр селище Бергін. Об'єднує селища Бергін і Смушкове.
3. Ерднієвське сільське поселення — центр селище Ерднієвський. Об'єднує селища Ар-Тоста, Долан і Ерднієвський.
4. Татальське сільське поселення — центр селище Татал. Об'єднує селища Татал і Чомпот.
5. Харбинське сільське поселення — центр селище Харба.
6. Цаганаманське сільське поселення — центр селище Цаган-Аман. Об'єднує селища Цаган-Аман і Цаган-Булг.
7. Юстинське сільське поселення — центр селище Юста. Об'єднує селища Бєлоозерний, Песчаний, Октябрський і Юста.